# Referendum v Moldavsku 2019
Referendum v Moldavsku v roce 2019 bylo nezávazné dvoudílné referendum, které se konalo dne 24. února 2019. Zároveň se konaly parlamentní volby. Voliči dostali dvě otázky: zda by se měl snížit počet poslanců ze 101 na 61 a zda by měli být poslanci odvolatelní. Oba návrhy byly voliči schváleny, přičemž volební účast přesáhla 33% hranici nutnou k potvrzení výsledku. Ačkoli byl výsledek tohoto referenda potvrzen, nebylo o něm v parlamentu hlasováno.

## Kampaň
Strany se mohly formálně zaregistrovat v rámci kampaně pro nebo proti u obou otázek.
| Otázka                              | Pro                                                                 | Proti |
| ----------------------------------- | ------------------------------------------------------------------- | --- |
| Snížení počtu poslanců ze 101 na 61 | Demokratická strana Moldavska Hnutí "profesionálů" Speranța-Nadejda | Strana Demokracie na domácí půdě Strana komunistů Moldavské republiky Strana lidové vůle                                       |
| Zavedení práva na odvolání          | Demokratická strana Moldavska                                       | Strana Demokracie na domácí půdě Strana komunistů Moldavské republiky Strana lidové vůle Hnutí "profesionálů" Speranța-Nadejda |

## Výsledky
| Postavení                 | Hlasy     | %     |
| ------------------------- | --------- | ----- |
| Pro                       | 744 529   | 73,66 |
| Proti                     | 266 188   | 26,34 |
| Celkem                    | 1 010 717 | 100   |
|                           |           |       |
| Platné hlasy              | 1 010 717 | 88,33 |
| Neplatné hlasy            | 133 544   | 11,67 |
| Celkem hlasů              | 1 144 261 | 100   |
| Registrovaní voliči/Účast | 2 938 095 | 38,95 |
| Zdroj: CEC                |           |       |

| Postavení                 | Hlasy     | %     |
| ------------------------- | --------- | ----- |
| Pro                       | 808 266   | 79,97 |
| Proti                     | 202 497   | 20,03 |
| Celkem                    | 1 010 763 | 100   |
|                           |           |       |
| Platné hlasy              | 1 010 763 | 88,40 |
| Neplatné hlasy            | 132 634   | 11,60 |
| Celkem hlasů              | 1 143 397 | 100   |
| Registrovaní voliči/Účast | 2 937 295 | 38,93 |
| Zdroj: CEC                |           |       |